# Deutsche Trinkerjugend
Die Deutsche Trinkerjugend (auch: DTJ oder D.T.J.) war eine Fun-Punk-Band aus West-Berlin, die von 1982 bis 1984 aktiv war. Sie gilt als einer der frühesten deutschen Vertreter dieses Subgenres. Nach der Deutschen Wiedervereinigung hatte die Band ein kurzes Comeback mit einigen Liveauftritten.

## Bandgeschichte

### Alternative Szene in West-Berlin
Die Deutsche Trinkerjugend hatte ihre Wirkphase in der „alternativen und lebendigen“ Szene West-Berlins der frühen 1980er Jahre, die in der breiten – auch bundesdeutschen – Öffentlichkeit vor allem über das Phänomen der Punks und Hausbesetzer wahrgenommen wurde und die in dieser Form nur in dieser Stadt existierte. Die Band war Teil der „ungebärdigen Jugendkultur“ jener Jahre, die „die spießigen Milieus West-Berlins verwirrte und abstieß“, von Eberhard Diepgen als „Anti-Berlin“ bezeichnet wurde und dazu beitrug, dass die Halbstadt als  „Abenteuerspielplatz für die Ausgesetzten, Ausgegrenzten und Tagediebe“ (Günter Brus) erschien.

### Aktive Jahre
Mitglieder der Deutschen Trinkerjugend waren Jens Peter „Jenne“ Terlemann (* 21. Januar 1964; † 7. Februar 2010; Gesang), Bertel Bölk (eigentlich: Norbert Bertel; Bass), Max Manfred Köhler (Gitarre) und Uwe Salomon († 1996; Schlagzeug). Der Ursprung des Bandnamens ist nicht dokumentiert.
Zu Beginn der 1980er Jahre lebten die Musiker zeitweise in einem besetzten Haus in der Görlitzer Straße in Kreuzberg. Zum Umfeld der Deutschen Trinkerjugend gehörte unter anderem die Hermsdorfer Punk-Band Frau Suurbier, deren Mitglieder Hans Runge („Sahnie“) und Wolfgang Rohde später zu den Ärzten bzw. den Toten Hosen wechselten.
Die Deutsche Trinkerjugend wurde zunächst regional bekannt durch Live-Auftritte, die vielfach in besetzten Häusern stattfanden. 1982 brachte Ralf Rexin den ersten Tonträger mit Aufnahmen der Trinkerjugend heraus. Das Split-Tape Live im Flöz enthielt auf der A-Seite 13 Lieder der Trinkerjugend und auf der B-Seite Lieder von Frau Suurbier. Die meisten dieser Aufnahmen waren bei dem Live-Mitschnitt eines Konzerts beider Bands im Wilmersdorfer Etablissement Flöz am 13. August 1982 entstanden. Live im Flöz war nur als Musikkassette erhältlich und fand vor allem regionale Verbreitung.
1983 erschienen drei Lieder der Deutschen Trinkerjugend auf dem Sampler Ein Vollrausch in Stereo: 20 Schäumende Stimmungshits (Knecht Ruprecht, Alkoholsteuer und Die Große Überfahrt). Ergänzt wurden sie durch Lieder von den Ärzten, den Tangobrüdern, Frau Suurbier und der NDW-Band Panzerknacker AG. Die dem alkoholabhängigen Entertainer Harald Juhnke gewidmete Platte wurde bundesweit vertrieben. Sie machte die Deutsche Trinkerjugend auch über West-Berlin hinaus bekannt.
1984 brachte Love & Pils Records mit Scheißegal das einzige Studioalbum der Deutschen Trinkerjugend heraus. Die EP ist in eine „Bierseite“ und eine „Prollseite“ aufgeteilt. Die „Bierseite“ enthält Studioaufnahmen von Brauereisturm, Scheißegal und Die Schwarze Else, während auf der „Prollseite“ Mädel, Prolls und Billy the Kid zu hören sind. Die Studioaufnahmen waren im ein Jahr zuvor gegründeten Kreuzberger Vielklang Studio eingespielt worden. Das Lied Scheißegal war bereits zwei Jahre früher in einer Live-Version auf Live im Flöz enthalten.

### Nach der Auflösung
Innerhalb von zwei Jahren hatte sich die Deutsche Trinkerjugend in der Szene einen Kult-Status erarbeitet. 1984 löste sich die Band aus nicht dokumentierten Gründen auf; ihre Mitglieder arbeiteten aber in den folgenden Jahren noch bei verschiedenen Projekten zusammen. Bertel Bölk betrieb einige Jahre später das unabhängige Plattenlabel Bölk Records, das 1987 eine EP der Punk-Formation Abratzk herausbrachte, zu der auch Max Manfred Köhler gehörte. Die zweite und letzte Produktion von Bölk Records war The Ronald Reagan Memorial Album der Galloping Elephants (1988), bei der Uwe Salomon als Drummer und Bertel Bölk als Sänger mitwirkten. Nach der Deutschen Wiedervereinigung fanden sich Bölk, Köhler, Terlemann und Salomon noch einmal unter dem Namen Deutsche Trinkerjugend zu einigen weiteren Auftritten in den neuen Bundesländern zusammen.
1996 starb Uwe Salomon, 2010 Jens Peter Terlemann.

## Stil
Die Musik der Deutschen Trinkerjugend ist Punkrock. Inhaltlich griff die Band in ihren Liedern vielfach die Aspekte Alkoholkonsum und Arbeitsverweigerung auf. Textzeilen wie „Alkoholsteuer, das Bier ist uns zu teuer“ (aus Alkoholsteuer) und „Wir trinken das schäumende Bier, wir wollen immer besoffen sein“ (aus Das schäumende Bier) wurden als Glorifizierung der Trunksucht verstanden.

## Bedeutung
Die Deutsche Trinkerjugend wird retrospektiv als Punkrock-Legende angesehen. Der Berliner Fotograf Olaf Ballnus beschreibt sie als „eine etwas verdrogte Band“, deren Musik zu Unrecht vergessen sei. Die Band gilt als eine der frühesten Vertreter des Fun-Punk im deutschsprachigen Raum: „Die Deutsche Trinkerjugend waren Fun-Punk, bevor der so hieß.“ Sie habe „den allzu verbissenen Gestus der damaligen Punk-Szene in vielfältiger Weise unterlaufen. (…) Mit ihrem Konzept, dem Alkohol bedingungslos zu huldigen und nur Trinklieder zu verfassen und dieses Treuebekenntnis auch zu leben, hat sich diese Band dann leider auch ziemlich bald zu Grunde gerichtet.“ (Jan Müller) Teilweise wird ein Vergleich mit der etwas jüngeren Punkband Die Kassierer aus Wattenscheid angestellt, die ihrerseits vielfach den Alkoholkonsum besingt und auf der Bühne lebt: Verglichen mit der Deutschen Trinkerjugend seien die Kassierer fast subtil.

## Diskografie

### EPs und Alben
- 1982: Live im Flöz (Split-Tape mit Frau Suurbier) – 007 Tapes.
- 1984: Scheißegal – Love & Pils Records.

### Kompilationen
- 2014: Alle meine Freunde (Hörsturz/Rotten Totten)